# Транспортер
„Транспортер“  (на френски: Le Transporteur) е френски екшън филм от 2002 година режисиран от Луи Летерие и Кори Юен и написан по идея на Люк Бесон.
Във филма участва Джейсън Стейтъм като Франк Мартин, наемен шофьор – наемник „транспортер“ които ще достави всичко, навсякъде – без да задава въпоси – за подходящата цена. Участват също и Шу Ки като Лай Куай.
Това е първият филм от сериите, включващи Транспортер 2 и Транспортер 3. Телевизионните серии започват на 11 октомври 2011 в Германия по телевизионния канал RTL и на 6 декември във Франция по телевизия M6.

## Сюжет
Внимание:  Текстът по-долу разкрива сюжета на произведението (или части от него)!
Франк Мартин (Джейсън Стейтъм) е висококвалифициран шофьор познат единствено като „Транспортьорът.“ Титулярният герой е бивш войник, който сега живее на средиземноморското крайбрежие на Франция с доходна кариера: Той ще транспортира всичко, без въпроси, от точка А до точка Б, винаги навреме и той е известен като най-добрите в бизнеса. Той стриктно следва три правила при транспортиране: Правило № 1: „Сделката си е сделката“, Правило № 2: „Без имена“, и Правило № 3:“ Никога не отваряйте пратката". Франк е нает да транспортира „Трима мъже, с общо тегло 254 килограма“. Когато не трима, а четирима мъже влизат в колата, след банков обир, Франк отказва да потегли, за да спази Правило № 1. След като един от членовете на обирджиите е убит от другите трима, Франк остава с останалите обирджии. При доставка до посоченото място, те дават на Франк още пари, за да ги закара далече от града. Той отказва сделката, отново заради Правило № 1. Крадците избягват с друга кола, а Франк си отива.
Франк се прибира във вилата си и научава по новините, че бегълците са заловени, след като са катастрофирали по време на преследването. По-късно, местният полицейски инспектор Таркони (Франсоа Берлеан), който е близък познат на Франк пристига, за да го разпита за обирджиите, понеже неговата марка и модел на кола е използвана за обира.
Но въпреки подозренията си срещу Франк, Таркони няма преки доказателства за обира (защото Франк е изчистил колата и е сменил номерата) и си отива.
След което Франк веднага бива нает да достави пратка на американски мафиот познат още и като „Wall Street“. Докато оправя спукана гума на пътя, той забелязва, че нещо се движи в пратката, но се отказва да отвори пратката за да не наруши Правило № 3. По пътя той нарушава едно от правилата си и отваря пратката. Там той открива, че пратката всъщност е жена, завързана и със запушена уста, и прави малък отвор в тиксото, залепено на устата ѝ, като и дава бутилка сок, за да пие. Тя успява да се освободи, но той пак я хваща като същевременно обезврежда двама полицаи, които се опитват да го хванат. Франк доставя пратката както е обещано до точка Б.
След като получава пратката, Wall Street иска от франк да транспортира куфарче. Франк неохотно приема сделката. Той взима куфарчето и си тръгва. По пътя той спира на газ станция, за да яде и да си почине, но куфарчето се оказва бомба, която унищожава паркираната на паркинга кола на Франк, но оставя него невредим.
Нещо във Франк прещраква и той се връща в къщата на Wall Street, за да си отмъсти, разхвърляйки няколко от неговите главорези и открадвайки кола, в бягството си, само за да разбере, че вътре е „пратката“, завързана за стол, на задната седалка.
По-късно, той се завръща в къщата си и развързва пратката, която му казва, че името и е Лай. На следващия ден инспектор Таркони пристига. Лай му отваря вратата като му обяснява, че е новата готвачка. Той ги разпитва за колата на Франк, показвайки му изгорения номер. Сега Лай казва, че е новото гадже на Франк и подкрепя алибито му с измислена история за това как са се запознали. Таркони си тръгва пак без доказателство. Но малко след като си тръгва, дъжд от ракети се изсипва над къщата на Франк като той и Лай едвам успяват да се спасят в къща край морето, плувайки само с екипировка за гмуркане, докато къщата напълно е унищожена.
Докато ги разпитват за взрива на къщата, в полицейското управление, Франк и Лай успяват да разсеят Таркони и да изтеглят информация за Wall Street от компютъра му. Лай казва на Франк, че Wall Street прекарва, с кораб, два контейнера с китайци сред които са нейният баща и семейството и, планирайки да ги продаде в робство. Лай и Франк отиват до офиса на Wall Street, за да намерят номера на дока, на който ще са контейнерите. През това време Wall Street разкрива, че бащата на Лай не е в контейнерите. Нещо повече, баща и е човекът, отговорен за трафика на хора. Таркони, който следи Франк се появява, също, в офиса. Wall Street и бащата на Лай обвиняват Франк в отвличането на Лай и в опит за изнудване. Не можейки да докаже обратното, Таркони арестува Франк и го заключва в полицейското управление.
В полицията Франк прави всичко възможно за да обясни ситуацията на Таркони. Таркони се съгласява да помогне в бягството на Франк като негов заложник. След което Франк проследява престъпниците до доковете, където контейнерите са натоварени на камиони. Въпреки усилията си Франк е забелязан и е принуден да се бие с охраната, докато камионите напускат дока. Малко по-късно той открадва малък самолет и с помощта на парашут се качва на един от камионите, убивайки Wall Street и неговите главорези. След като слиза от камиона, Франк е хванат от бащата на Лай. Но въпреки всичко Франк е спасен от Лай, която застрелва собствения си баща. Малко след това Таркони пристига с полицията и спасява хората, затворени в контейнерите, а Франк и Лай помагат да натоварят хората в линейките, докато филмът свършва.

## Актьорски състав
| Актьор          | Роля                          |
| Джейсън Стейтъм | Франк Мартин                  |
| Шу Ки           | Лай Куай                      |
| Франсоа Берлеан | инспектор Таркони             |
| Мат Шулц        | Дарън „Wall Street“ Батънкорт |
| Рик Янг         | господин Куай                 |

## Изрязани и не изрязани издания
В САЩ, Великобритания и някои други страни, определени сцени на насилие са изрязани или смекчени. Това включва:
- Сцената в автобуса, в който Джейсън Стейтъм се бие, с нож в ръка.
- Финалният бой, на магистралата, където Франк Мартин се бие с Wall Street. В оригиналната френска версия, Wall Street пада под колелата на камиона, след като Франк го хвърля от него.

Във версията, забранена за лица под 13-годишна възраст, той просто е хвърлен на магистралата.

## Възприемане

### Оценка
Филмът „Транспортер“ получава смесени отизиви.филмът е получил много противоположни отзиви, отбелязвайки 54% на сайта Rotten Tomatoes , базирани на 124 критика, и средна оценка 6.9 от 10 от 66 гласували.